# Черногор
Черного́р (болг. Черногор) — село в Силістринській області Болгарії. Входить до складу общини Главиниця.

## Населення
За даними перепису населення 2011 року у селі проживали 412 осіб.
Національний склад населення села:
| Національність   | Кількість осіб | Відсоток |
| ---------------- | -------------- | -------- |
| турки            | 208            | 64,0%    |
| болгари          | 114            | 35,1%    |
| Всього відповіли | 325            |          |

Розподіл населення за віком у 2011 році:
Динаміка населення: